# Aldrin
Aldrin is een organische chloorverbinding met als brutoformule C12H8Cl6. Het is een insecticide dat ingezet werd tegen onder andere termieten, sprinkhanen en ritnaalden. Het gebruik en productie van aldrin zijn, vanwege de langdurige schadelijkheid voor het milieu, op de Conventie van Stockholm verboden sinds 2004. Naar schatting zijn tussen 1946 en 1976 zo'n 270 miljoen ton aldrin en gerelateerde verbindingen geproduceerd voor gebruik als insecticide.

## Toxicologie
Bij gebruik van aldrin wordt de stof voornamelijk opgenomen via de ademwegen (fijnstof en dampen) en via de huid. Aldrin is een sterk zenuwgif en bij een acute vergiftiging treden vaak hoofdpijn, duizeligheid en spiercontracties op. Bij een zware vergiftiging komt het ook tot krampen en treden bewustzijnsstoringen op. Daarnaast kan het tot leiden tot problemen bij de bloedcirculatie en het functioneren van lever en nieren. De dodelijke dosis voor een volwassen mens wordt bij ongeveer 5 gram geschat.
In het menselijk lichaam wordt aldrin omgezet tot het epoxide dieldrin, wat een nog sterker insecticide is. Het dieldrin wordt vervolgens in de lever verder geoxideerd, waarna het na omzetting met glucoronzuur via de urine uitgescheiden kan worden. Afscheiding via deze weg gaat echter zeer langzaam, daar het zeer lipofiele dieldrin zich ophoopt in vetweefsel. Naar schatting is de halfwaardetijd voor het verblijf in het menselijk lichaam circa 1 jaar.

## Synthese
Aldrin wordt bereid door hexachloorcyclopentadieen met norbornadieen in een diels-alderreactie met elkaar te laten reageren:
Aldrin is genoemd naar de Duitse chemicus Kurt Alder, een van de uitvinders van dit reactietype.